# Oxyopes kochi
Oxyopes kochi là một loài nhện trong họ Oxyopidae.
Loài này thuộc chi Oxyopes. Oxyopes kochi được Tord Tamerlan Teodor Thorell miêu tả năm 1897.